# 天堂的来电
《魂音》是由中国大陆漫画家BUDDY创作的心理悬疑漫画，2010年4月于《科幻画报·漫画SHOW》开始连载
，本作是BUDDY第一部全彩色编绘的长篇漫画连载。单行本1、2卷于2011年8月同时发售。该作由BUDDY另一短篇《天堂的来电》的故事延展而来。

## 故事简介

### 天堂的来电
白云天在外婆去世后，意外地接到外婆的电话，并与外婆交流甚欢，然而在家里人眼中，白云天经常接听无声电话的举动极不寻常，疑似无法接受外婆去世而罹患的某种精神疾病……

### 魂音
长大后的白云天，被诊断为“妄想型精神分裂”的患者，在一次治疗中，白云天偶然与儿时邻居，已是心理医生的李洛君相遇，从不对他人打开心门的白云天，却意外地告诉李洛君，自己并非精神病患者，相反，他可以通过触碰他人的身体，听到别人内心的心声……

## 登场人物
白云天
被诊断为“妄想型精神分裂”的特别患者，小时候因声称自己接到去世的外婆的电话而被怀疑患有精神疾病，但本人却表示自己拥有触碰皮肤就能感应到对方内心的能力。
李洛君
心理医生，白云天儿时的邻居，刚取得执照后第一个诊治的对象竟是白云天，因为被白云天看穿了内心，而开始怀疑超能力的存在。过去的记忆曾给她留下过巨大的心理创伤。

## 单行本
第1-2卷：2011年8月出版，ISBN 978-7-5318-3202-7

第3卷：2011年12月出版，ISBN 978-7-5318-3308-6

第4卷：2012年5月出版，ISBN 978-7-5318-3416-8